# Wicked Little Things
Wicked Little Things (conocida en España como Zombies) es una película estadounidense de terror dirigida por J.S. Cardone y estrenada el 17 de noviembre de 2006. 

## Sinopsis
Karen, Sarah y Emma se mudan a su nuevo hogar situado en un pequeño pueblo rural. Varias décadas atrás la tragedia sembró el caos en la zona tras un accidente ocurrido en una mina en el que murieron decenas de inocentes niños que quedaron atrapados en su interior. Desde el primer momento algo inquieta a Karen, sufre pesadillas y se preocupa por las nuevas amistades de sus hijas.

## Reparto
- Lori Heuring como Karen Tunny.
- Scout Taylor-Compton como Sarah Tunny.
- Chloë Grace Moretz como Emma Tunny.
- Geoffrey Lewis como Harold Thompson.
- Ben Cross Como Aaron Hanks.
- Martin McDougall como William Carlton.
- Helia Grekova como Mary.

## Producción
Inicialmente iba a estar dirigida por Tobe Hooper, quien abandonó el proyecto para rodar "Mortuary", denominándose aún hoy en algunos sitios "Tobe's Hopper Zombies". Wicked Little Things ha sido lanzada en EE. UU. dentro de la línea "After Dark Horrorfest - 8 Films To Die For", un sello compuesto por 10 películas de terror "independientes", con altos grados de violencia y completamente atípicas, todas ellas seleccionadas desde el festival americano del mismo nombre.
- Datos: Q219802